# Маджа (Тічино)
Маджа (італ. Maggia) — громада  в Швейцарії в кантоні Тічино, округ Валлемаджа.

## Географія
Громада розташована на відстані близько 125 км на південний схід від Берна, 25 км на захід від Беллінцони.
Маджа має площу 111,2 км², з яких на 2,1% дозволяється будівництво (житлове та будівництво доріг), 4,6% використовуються в сільськогосподарських цілях, 70% зайнято лісами, 23,3% не є продуктивними (річки, льодовики або гори).

## Демографія
2019 року в громаді мешкало 2609 осіб (+6,6% порівняно з 2010 роком), іноземців було 10,4%. Густота населення становила 23 осіб/км².
За віковим діапазоном населення розподілялося таким чином: 18,9% — особи молодші 20 років, 57,6% — особи у віці 20—64 років, 23,5% — особи у віці 65 років та старші. Було 1174 помешкань (у середньому 2,2 особи в помешканні).
Із загальної кількості 647 працюючих 38 було зайнятих в первинному секторі, 189 — в обробній промисловості, 420 — в галузі послуг.